# Pluisjesmosschijfje
Het pluisjesmosschijfje (Lamprospora dicranellae) is een schimmel behorend tot de familie Pyronemataceae. Het heeft een associatie met mossen, mogelijk zwak parasitisch. Het komt voor op verstoorde grond met pioniermossen, vooral in berggebieden. Het groeit bij pluisjesmos (Dicranella). 

## Kenmerken
De apothecia zijn 1 tot 3 mm in doorsnede, oranje van kleur met duidelijk vliezige rand. De asci zijn cilindrisch en bevatten acht sporen. Deze ascosporen liggen eenzijdig (uniseriate). De sporen meten 12 tot 14 µm zonder ornamentatie en (13)14-16(18) µm inclusief de ornamentatie. Ze zijn voorzien van lijsten die al of niet een netwerk vormen en met grove wratten.

## Verspreiding
Het pluisjesmosschijfje komt voor in Europa (Noorwegen, Duitsland, Zwitserland, Oostenrijk, Zweden, Groot-Brittannië, Italië, Nederland, Frankrijk, Portugal) . In Nederland staat het op de rode lijst in de categorie 'verdwenen'.
Dit mosschijfje is alleen gevonden in arctische en montane gebieden, terwijl de gastheer het gewoon pluisjesmos (Dicranella heteromalla) een veel wijdere verspreiding heeft.